# Ardross
Ardross (Schots-Gaelisch: Àird Rois: hoog punt van oostelijk Ross) is een gebied in het oosten van de Schotse Hooglanden en ligt 16 kilometer ten westen van het kustdorpje Alness. Ardross heeft ongeveer 150 inwoners en een oppervlakte van ongeveer 78 km².
Het gebied wordt voornamelijk bevolkt door een landelijke gemeenschap die voornamelijk wonen op de vruchtbaarste gronden. De hoogste concentratie mensen wonen in het dorpje Dublin waar ongeveer 30 huizen staan, zo genoemd door de vele Ierse immigranten die hier kwamen werken voor de bouw van Ardross Castle.

## Geschiedenis
De eerste bewoners van Ardross waren Picten die hier bleven van de 6e eeuw tot de 10e eeuw. Overblijfselen uit die tijd zijn onder andere de resten van Pictische rondhuis en Pictische stenen. Sommige van deze stenen worden momenteel tentoongesteld in Inverness Museum. Na de 10e eeuw werd de bevolking meer en meer beïnvloed door de Noren.
In de 18e eeuw werd het Ardross Estate die zo'n 240 km² beslaat opgekocht door de Hertog Van Sutherland. De hertog verkocht het op zijn beurt in 1845 aan Sir Alexander Matheson voor £90.000.
Matheson verbeterde het landgoed en plaatste het onder de supervisie van de ingenieur William Mackenzie. In 1875 was het aantal huurders van grond vervijfvoudigt tot 500 met 4.9 km² akkerland dat werd verbeterd. De architect Alexander Ross kreeg de taak om Ardross Castle te renoveren.
Na de dood van Sir Alexander, verkocht zijn zoon Sir Kenneth Matheson het landgoed in 1898 aan Charles William Dyson Perrins een kapitein in Britse leger. Het landgoed werd opgedeeld en verkocht in 1937. Mr. en Mevr. Austin Mardon kochten Castle Ardross en 320.000 m² van het bijbehorend land en leefden daar tot 1983, toen het kasteel en de gronden aan de familie McTaggart werden verkocht, die begon met het restaureren van het kasteel.

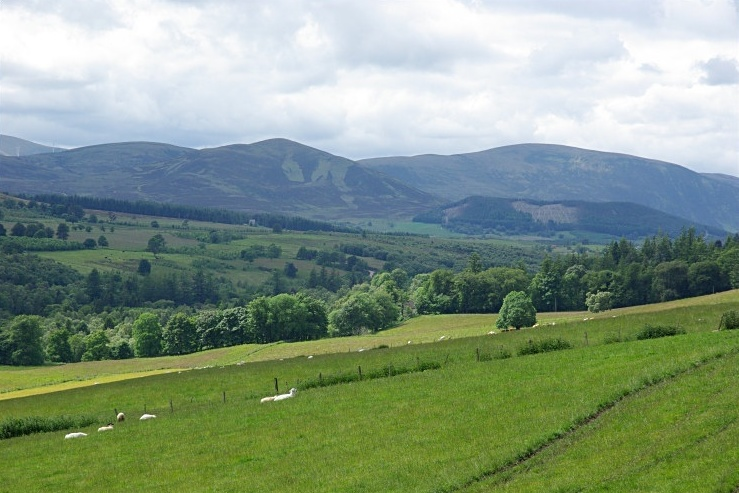
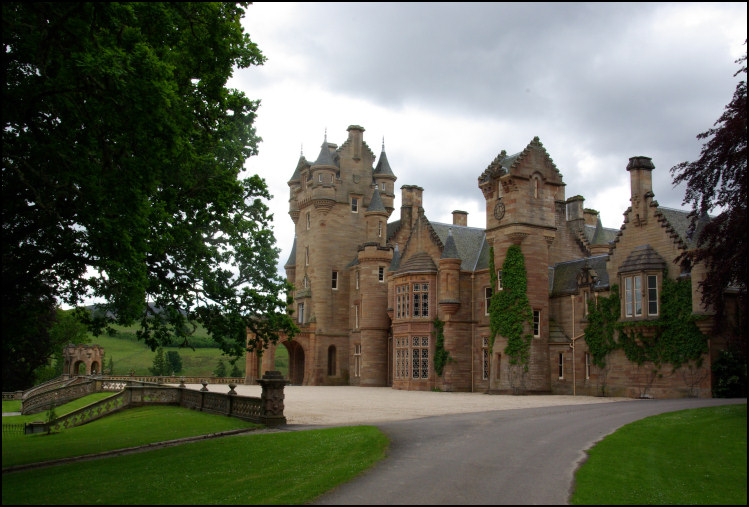